# كيت هووبر
كيت هووبر (بالإنجليزية: Kate Hooper)‏ هي لاعبة كرة الماء أسترالية، ولدت في 26 فبراير 1978 في أوكلاند في نيوزيلندا.

## وصلات خارجية
- كيت هووبر على موقع الاتحاد الدولي للسباحة (الإنجليزية)
- كيت هووبر على موقع اللجنة الأولمبية الدولية (الإنجليزية)
- كيت هووبر على موقع أوليمبيديا (الإنجليزية)
- كيت هووبر على موقع اللجنة الأولمبية الأسترالية (الإنجليزية)